# Nikolaj Arcel
Nikolaj Arcel (Copenhague, 25 de agosto de 1972) é um roteirista e cineasta dinamarquês. Como reconhecimento, foi nomeado ao Oscar 2013 na categoria de Melhor Filme Estrangeiro por En kongelig affære.